# Bommarillu
Bommarillu (telugu:బొమ్మరిల్లు, tłumaczenie: "Wymarzony dom" angielski: "A toy-house") is a 2006 to indyjski komediodramat miłosny i rodzinny w języku telugu wyreżyserowany w 2006 roku przez Bhaskara. W rolach głównych Siddharth Narayan i Genelia D’Souza, w drugoplanowych Prakash Raj i Jayasudha. Remake tego filmu w hindi z Amitabh Bachchan i Abhishek Bachchan w rolach ojca i syna nie cieszył się taką popularnością jak omawiany film w telugu.

## Obsada
- Siddharth Narayan jako Siddu.
- Genelia D’Souza jako Hasini.
- Prakash Raj jako Aravind (ojciec Siddu dad).
- Kota Srinivasa Rao jako Kanaka Rao (tata Hasini).
- Jayasudha jako Lakshmi (mama Siddu).
- Sunil jako Satti (Servant).
- Neha jako Subbulaxmi (narzeczona Siddu)
- Ravi Varma jako Ravi, przyjaciel Siddu
- Dharmavarapu Subramanyam jako Kismat Kumar, profesor

## Muzyka
Autorem muzyki jest Devi Sri Prasad, autor muzyki do takich filmów jak Arya, Varsham, Nuvvostanante Nenoddantana, Bunny, Unnakum Ennakum, Maayavi, Pournami, Aata, czy Jagadam. Teksty piosenek – Chandrabose i Sirivennela Sitaramasastri.
- We have a Romeo – Ranjith & Andrea.
- Bommani Geesthe – Gopika Poornima & Jeans Srinivas.
- Kaani Ippudu – Devi Sri Prasad.
- Music Bit – Sumangali.
- Laloo Darwaja – Naveen, Murali, i Priya Prakash.
- Nammaka Thappani – Sagar & Sumangali.
- Appudo Ippudo – Siddharth Narayan.